# Terminalia
Die Terminalia sind die dem römischen Gott Terminus zu Ehren am 23. Februar abgehaltenen Festlichkeiten.
Dabei wurden die Grenzsteine, als deren Personifikation der Gott gilt, von den Nachbarn gemeinsam mit Blumen geschmückt und anschließend gemeinsam Feiern veranstaltet, um das gemeinsame und öffentliche Bekenntnis zur Unverrückbarkeit der Grenzsteine zu erneuern.